# Roadracing-VM 1962
Roadracing-VM 1962 kördes över 11 omgångar, dock körde inte alla klasser vid alla deltävlingar. En ny klass 50GP med 50 cm3-motorer gjorde debut säsong 1962, övriga klasser var 500GP, 350GP, 250GP och 125GP.
| Klass   | Mästare individuellt   | Mästare konstruktörer |
| ------- | ---------------------- | --------------------- |
| 500GP   | Mike Hailwood          | MV Agusta             |
| 350GP   | Jim Redman             | Honda                 |
| 250GP   | Jim Redman             | Honda                 |
| 125GP   | Luigi Taveri           | Honda                 |
| 50GP    | Ernst Degner           | Suzuki                |
| Sidvagn | Max Deubel/Emil Hörner | BMW                   |

## 500GP
Mike Hailwood vann titeln på en MV Agusta.

### Delsegrare
| Bana         | Vinnare              | Märke     |
| ------------ | -------------------- | --------- |
| Manx TT      | Gary Hocking         | MV Agusta |
| Assen        | Mike Hailwood        | MV Agusta |
| Spa          | Mike Hailwood        | MV Agusta |
| Dundrod      | Mike Hailwood        | MV Agusta |
| Sachsenring  | Mike Hailwood        | MV Agusta |
| Monza        | Mike Hailwood        | MV Agusta |
| Tammerfors   | Alan Shepherd        | Matchless |
| Buenos Aires | Benedicto Caldarella | Matchless |

### Slutställning
| Plats | Förare               | Märke     | Poäng |
| ----- | -------------------- | --------- | ----- |
| 1     | Mike Hailwood        | MV Agusta | 40    |
| 2     | Alan Shepherd        | Matchless | 29    |
| 3     | Phil Read            | Norton    | 11    |
| 4     | Bert Schneider       | Norton    | 10    |
| 5     | Gary Hocking         | MV Agusta | 8     |
| =     | Benedicto Caldarella | Matchless | 8     |

## 350GP
Jim Redman vann VM-titeln, efter fyra segrar.

### Delsegrare
| Bana        | Vinnare       | Märke     |
| ----------- | ------------- | --------- |
| Manx TT     | Mike Hailwood | MV Agusta |
| Assen       | Jim Redman    | Honda     |
| Dundrod     | Jim Redman    | Honda     |
| Sachsenring | Jim Redman    | Honda     |
| Monza       | Jim Redman    | Honda     |
| Tammerfors  | Tommy Robb    | Honda     |

### Slutställning
| Plats | Förare            | Märke     | Poäng |
| ----- | ----------------- | --------- | ----- |
| 1     | Jim Redman        | Honda     | 34    |
| 2     | Tommy Robb        | Honda     | 22    |
| 3     | Mike Hailwood     | MV Agusta | 20    |
| 4     | Frantisek Stastny | Jawa      | 16    |
| 5     | Silvio Grassetti  | Bianchi   | 8     |
| 6     | Alan Shepherd     | AJS       | 7     |

## 250GP
Jim Redman vann återigen en titel.

### Delsegrare
| Bana             | Vinnare        | Märke      |
| ---------------- | -------------- | ---------- |
| Montjuïc         | Jim Redman     | Honda      |
| Clermont-Ferrand | Jim Redman     | Honda      |
| Manx TT          | Derek Minter   | Honda      |
| Assen            | Jim Redman     | Honda      |
| Spa              | Bob McIntyre   | Honda      |
| Solitude         | Jim Redman     | Honda      |
| Dundrod          | Tommy Robb     | Honda      |
| Sachsenring      | Jim Redman     | Honda      |
| Monza            | Jim Redman     | Honda      |
| Buenos Aires     | Arthur Wheeler | Moto Guzzi |

### Slutställning
| Plats | Förare            | Märke      | Poäng |
| ----- | ----------------- | ---------- | ----- |
| 1     | Jim Redman        | Honda      | 48    |
| 2     | Bob McIntyre      | Honda      | 32    |
| 3     | Arthur Wheeler    | Moto Guzzi | 19    |
| 4     | Tom Phillis       | Honda      | 12    |
| 5     | Tarquinio Provini | Morini     | 10    |
| 6     | Derek Minter      | Honda      | 8     |

## 125GP
Luigi Taveri dominerade och vann titeln.

### Delsegrare
| Bana             | Vinnare             | Märke  |
| ---------------- | ------------------- | ------ |
| Montjuïc         | Kunimitsu Takahashi | Honda  |
| Clermont-Ferrand | Kunimitsu Takahashi | Honda  |
| Manx TT          | Luigi Taveri        | Honda  |
| Assen            | Luigi Taveri        | Honda  |
| Spa              | Luigi Taveri        | Honda  |
| Solitude         | Luigi Taveri        | Honda  |
| Dundrod          | Luigi Taveri        | Honda  |
| Sachsenring      | Luigi Taveri        | Honda  |
| Monza            | Teisuke Tanaka      | Honda  |
| Tammerfors       | Jim Redman          | Honda  |
| Buenos Aires     | Hugh Anderson       | Suzuki |

### Slutställning
| Plats | Förare              | Märke | Poäng |
| ----- | ------------------- | ----- | ----- |
| 1     | Luigi Taveri        | Honda | 48    |
| 2     | Jim Redman          | Honda | 38    |
| 3     | Tommy Robb          | Honda | 30    |
| 4     | Kunimitsu Takahashi | Honda | 16    |
| 5     | Mike Hailwood       | EMC   | 12    |
| 6     | Teisuke Tanaka      | Honda | 11    |

## 50GP
Mästare blev den östtyske landsflyktingen Ernst Degner.

### Delsegrare
| Bana             | Vinnare              | Märke    |
| ---------------- | -------------------- | -------- |
| Montjuïc         | Hans-Georg Anscheidt | Kreidler |
| Clermont-Ferrand | Jan Huberts          | Kreidler |
| Manx TT          | Ernst Degner         | Suzuki   |
| Assen            | Ernst Degner         | Suzuki   |
| Spa              | Ernst Degner         | Suzuki   |
| Solitude         | Ernst Degner         | Suzuki   |
| Sachsenring      | Jan Huberts          | Kreidler |
| Monza            | Hans-Georg Anscheidt | Kreidler |
| Tammerfors       | Luigi Taveri         | Honda    |
| Buenos Aires     | Hugh Anderson        | Suzuki   |

### Slutställning
| Plats | Förare               | Märke    | Poäng |
| ----- | -------------------- | -------- | ----- |
| 1     | Ernst Degner         | Suzuki   | 41    |
| 2     | Hans-Georg Anscheidt | Kreidler | 36    |
| 3     | Luigi Taveri         | Honda    | 29    |
| 4     | Jan Huberts          | Kreidler | 29    |
| 5     | Mitsuo Itoh          | Suzuki   | 23    |
| 6     | Tommy Robb           | Honda    | 17    |